# Angela merge mai departe
Angela merge mai departe este un film dramatic românesc din 1982, regizat de Lucian Bratu, despre viața de zi cu zi a unei taximetriste, Angela. Rolurile principale sunt interpretate de Dorina Lazăr și László Miske.

## Rezumat
Angela este o șoferiță de taxi, care trăiește singură după divorțul de un soț alcoolic. Existența ei se împarte între cursele de taxi, vizitele la mama ei bătrână și serile petrecute în singurătate în fața televizorului. Lucrurile par să se schimbe când face cunoștință cu un client, Gyuri (jucat de Vasile Miske), pe care îl transportase cu o lună înainte. Pe măsură ce Angela renunță la ideea că nu-și va putea reface viața, este confruntată cu faptul că Gyuri va trebui să meargă trei ani în India, pentru o specializare profesională. În ciuda suișurilor și coborâșurilor relației, Angela se mărită cu Gyuri, deși acesta va lipsi trei ani.

## Distribuție
- Dorina Lazăr — taximetrista Angela Coman
- László Miske — muncitorul petrolist Gyuri (menționat Vasile Miske)
- Dorina Păunescu — fosta soție a lui Gyuri
- Cornelia Rădulescu — reportera de televiziune
- Felicia Popică — Victorița, tânăra din Botoșani
- Stela Haulică — mama Angelei
- Cătălina Murgea — clienta de la gară
- Tudor Heica — bucătarul galant
- Valentin Uritescu — clientul de la Otopeni (menționat Valeriu Uritescu)
- Iulia Boroș — Oana, fata năbădăioasă de la Spitalul Fundeni
- Maria Junghetu — tânăra mamă
- Dragoș Pâslaru — taximetristul Gheorghe „Ghiță” Brăduț
- Cleopatra Consolarino — doamna de la bufetul expres
- Ion Igorov — taximetristul Damian
- Doina Georgescu
- Marcel Anghel
- Constantin Drăgănescu — taximetrist
- Elena Manoliu
- Dan Stoica
- Nicolae Dide
- Ioan Hogea
- George Buzdugan

## Primire
Filmul a fost vizionat de 1.618.065 de spectatori în cinematografele din România, după cum atestă o situație a numărului de spectatori înregistrat de filmele românești de la data premierei și până la data de 31 decembrie 2014 alcătuită de Centrul Național al Cinematografiei.